# Catocala protonympha
Catocala protonympha là một loài bướm đêm trong họ Erebidae.